# 리볼버 (2024년 영화)
"리볼버"(영어: Revolver)는 2024년 개봉한 대한민국의 범죄 영화이다.

## 출연진

### 주연
- 전도연 : 하수영 역 - 전직 형사(경사). 큰 대가를 약속받았지만 모든 것을 잃게 된 전직 경찰. 스카잔을 즐겨입는다.
- 지창욱 : 앤디 역 - 이 작품의 메인 빌런. 수영에게 큰 대가를 약속했지만, 약속을 어긴 인물.
- 임지연 : 정윤선 역 - 조력자인지 적인지 정체를 알 수 없으나, 자신의 목적을 위해 수영과 동행하는 인물.

### 조연
- 김준한 : 신동호 역 - 형사. 수영의 옛 동료로 본부장의 지시로 수영을 감시하는 인물
- 김종수 : 본부장 역 - 투자회사 이스턴 프로미스 본부장. 모든 사건의 전말을 아는 남자.
- 정만식 : 조 사장 역 - 스크린골프장 사장. 과거 비리 사건이 벌어진 클럽 사장.
- 오의식 : 홍인기  역
- 윤경호 : 양 변호사 역
- 양현민 : 박경룡 역
- 김혜은 : 무당 역
- 유성주 : 권 서장 역

### 단역
- 오충근 : 관리인 중 역
- 김준배 : 중년의 중 역
- 정규영 : 건장한 남자 1 역
- 마웅규 : 건장한 남자 2 역
- 김회창 : 건장한 남자 3 역
- 정기섭 : 남자 교도관 역
- 권현진 : 부동산 여사장 역
- 신삼봉 : 박수무당 역
- 김문찬 : 퇴임 경찰 간부 역
- 오민정 : 생선 구이 여 주인 역
- 김봉희 : 권 서장집 노파 역
- 유수정 : 레지던스 호텔 직원 역
- 박민정 : 여자 보디가드 역
- 김해준 : 그레이스 하수인 역
- 김미지 : 여자 교도관 1 역
- 김미숙 : 여자 재소자 1 역
- 김태윤 : 여자 재소자 2 역
- 전   영 : 여자 재소자 3 역
- 남태이 : 여자 재소자 4 역
- 고경희 : 여자 재소자 5 역
- 류경인 : 민기현 집 옆집 여자 역
- 한상호 : 정윤선 바 바텐더 역
- 정상훈 : 골프장 남성 1 역
- 진형광 : 골프장 남성 2 역
- 김낙균 : 골프장 남성 3 역
- 강나현 : 여자 연습생 1 역
- 최지현 : 이스턴 프라미스 안내데스크 2 역
- 김민광 : 뉴스 앵커 역
- 서문호 : 통화형사 목소리 역

### 특별출연
- 전혜진 : 그레이스 역 - 이스턴 프로미스 대표.

### 우정출연
- 이정재 : 임석용 역 - 형사과장. 수영의 연인이자 상관.
- 정재영 : 민기현 역 - 형사반장. 수영의 동료.

## 수상 목록
- 2024년 제33회 부일영화상 최우수작품상 (리볼버)
- 2024년 제33회 부일영화상 촬영상 (강국현)
- 2024년 제33회 부일영화상 여우조연상 (임지연)
- 2024년 제9회 런던아시아영화제 베스트 액터상 (임지연)
- 2024년 제45회 청룡영화상 청정원 인기스타상 (임지연)
- 2024년 제9회 부산영화평론가협회상 여자 연기자상 (전도연)
- 2024년 제9회 부산영화평론가협회상 대상 (리볼버)
- 2024년 제45회 청룡영화상 청정원 인기스타상 (임지연)
- 2024년 제11회 한국영화제작가협회상 남우조연상 (지창욱)
- 2025년 제61회 백상예술대상 영화부문 감독상 (오승욱)
- 2025년 제61회 백상예술대상 영화부문 여자 최우수연기상 (전도연)

## 참고 사항
- 전도연 배우와 오승욱 감독은 《무뢰한》(2015)을 통해 호흡을 맞춘 뒤 약 9년 만에 다시 만났다.